# Eyrarbakki
Eyrarbakki est une localité islandaise de la municipalité de Árborg située au sud de l'île, dans la région de Suðurland. En 2011, le village comptait 569 habitants.
C'est à Eyrarbakki que se trouve la prison de Litla-Hraun, la seule prison d'Islande à comporter un quartier de haute sécurité.